# Karl Bongardt
Karl Bongardt (* 9. November 1925 in Erfurt; † 7. April 2009 in Berlin) war deutscher Bibliothekar, Journalist, Cheflektor und Publizist.

## Leben und Wirken
Bevor Bongardt mit seiner Ehefrau Ilse, einer späteren Feuilletonistin bei der Tageszeitung Neue Zeit, und ihren beiden Töchtern, den Lebensmittelpunkt in (Ost-)Berlin als Redakteur/Journalist, Lektor und Publizist fand, wirkte er in Arnstadt und Erfurt als Bibliothekar sowie in Leipzig als wissenschaftlicher Assistent an der Ausbildungsstätte für Bibliothekare in der ehemaligen DDR.
Karl Bongardt wurde in einer Thüringer katholischen Familie geboren, was sein späteres Berufs- und Privatleben entscheidend prägte. Nach Rückkehr in die Heimat im Juni 1945 als ehemaliger Wehrmachts-Soldat konnte er das im Zweiten Weltkrieg als 17-Jähriger abgelegte Notabitur durch eine vollwertige Reifeprüfung am staatlichen „Thomas-Müntzer-Gymnasium“ ersetzen. Er trat auf Anraten seines Vaters und dessen Beispiel folgend im April 1946 der CDU bei. Ihm wurde zudem die Leitung der „Arbeitsgemeinschaft Literatur“ und die ehrenamtliche Funktion des 1. Vorsitzenden in der Kreisleitung des Kulturbundes anvertraut. An der Friedrich-Schiller-Universität in Jena wurde jedoch seine Studienbewerbung mit dem Hinweis auf seine bürgerliche Herkunft abgelehnt. Im Gebäudekomplex der Ernst-Abbe-Bücherei unter der Trägerschaft der Jenaer Universität gab es als einen Bestandteil der Alma Mater die „Universitäts-Lehranstalt für Buch- und Bibliothekswesen“ von 1946 bis 1952, kurz auch „Volksbibliothekar-Schule Jena“ genannt, in die der Nachkriegs-Abiturient aufgenommen wurde. Gleichzeitig hörte er einige Vorlesungen an der Universität in Germanistik, Kunstgeschichte und Philosophie. Die Ausbildung als „Diplom-Bibliothekar“ konnte er im Jahre 1949 erfolgreich abschließen. Der CDU-Kulturpolitiker Günter Wirth war auf Bongardt aufmerksam geworden, als dieser einen Diskussionsbeitrag auf einer Parteikonferenz hielt und als Delegierter am 8. CDU-Parteitag vom 12. bis 15. September 1958 in Weimar teilnahm.

### Leitender Mitarbeiter für die Tageszeitung „Neue Zeit“ und in einem CDU-Buchverlag
Im Juli 1959 erfolgte die Berufung zum Leiter der Kulturredaktion von Neue Zeit und fünf Jahre später, 1964, zusammen mit Dieter Eberle zu einem der beiden stellvertretenden Chefredakteure dieser CDU-Zeitung unter dem Chefredakteur Hermann Kalb. Im Jahr 1972 wurde der im Vorjahr zum Cheflektor für Belletristik und Kunstliteratur des Union Verlages Berlin berufene Bongardt in den Hauptvorstand der Ost-CDU gewählt und wirkte dort in der „Arbeitsgemeinschaft Kultur“ mit. Ehrenamtliche Parteifunktionen übte er zuvor als stellvertretender Kreisvorsitzender in Leipzig-Stadt und danach als Ortsgruppenvorsitzender in Berlin-Grünau von 1972 bis 1982 aus. Er legte seine Ehrenämter nach seiner Frühverrentung (Invalidisierung) nieder. Gelegentlich wurde er als Invalidenrentner noch als freischaffender Publizist vor allem für die Tageszeitung Neue Zeit und für den „Union Verlag Berlin“ tätig. Beispielsweise berichtete er 1993 von der Jahrestagung der Reinhold-Schneider-Gesellschaft und 1994 über Veranstaltungen der Guardini Stiftung, insbesondere über deutsch-polnische Treffen von Schriftstellern und Literaturwissenschaftlern.

### Lebensmaxime
Das Zitat von Ernst von Wildenbruch: „Wer dem Buche dient, der dient dem Geiste, wer dem Geiste dient, der dient der Welt“ wählte Bongardt für sich "zu einer Art Lebensmaxime".
Eine Begegnung 1942 mit Reinhold Schneider hatte Einfluss auf die gewählte Richtschnur. Bongardt zeigte dem katholischen Dichter in Freiburg im Breisgau seine ersten lyrischen Texte, der ihn zu einem künftigen Berufsweg ermutigte, der „am besten in einen großen Verlag“ führen sollte, „um dort von der Pike auf zu lernen und Schritt um Schritt die Welt und das Leben zu gewinnen“.

## Verfasser bzw. Herausgeber (Auswahl)
Verfasser (Auswahl):
- Mariens Dank an Joseph. [Gedicht:[12]] Nach der Plastik „Ruhe auf der Flucht“ von Ernst Barlach. In: Rostin, Gerhard[13] (Hrsg.): Es kommt ein Stern gezogen. Ein Weihnachtsbuch, 1961; S. 80 DNB 451169921 und endet mit den Versen: „Wir fürchten nicht die Not der Zeit / und nicht der Menschen Spott. ...“
- Alles und jedes ein Zeichen. Gedichte, 1980; DNB 800449940.
- Weiten geistigen Lebens erschlossen. Gedanken zum Neubeginn [1945] vor 40 Jahren[14]
- Reinhold Schneiders „Winter in Wien“[15]

Herausgeber (Auswahl):
- Gefährten auf gemeinsamem Weg. Bilder vom Leben und Wirken christlicher Demokraten in der DDR, 1973[16] [Enthält unter anderem: Reiche Erfahrungen und kritischer Geist. Gespräch mit dem Leipziger Thomaskantor Hans-Joachim Rotzsch von Georg Antosch, Theaterkritiker für Neue Zeit (Berlin), Die Union (Leipzig), Der Neue Weg (Halle); Tanzmusik, wo der Spargel wächst. Dipl.-Lehrer mit ungewöhnlichem Hobby: Ulrich Henrici von Barbara Faensen; Hausmusik zum Tagesausklang. Komponistin und Musikerzieherin Ruth Bodenstein-Hoyme von Ilse Bongardt, der Ehefrau des Herausgebers.]
- Fahndungen. 22 Autoren über sich selbst, [Mit einem Nachwort von Karl Bongardt], 1975; DNB 750386258
- Unveränderliche Kennzeichen. Ausgewählte Erzählungen und Gedichte [der Schriftstellerin Eva Zeller], 1983; DNB 840452624;
- Den Kern zu wahren. Gedichte in Auswahl, 2000, 2. Auflage; DNB 1070925365
- Stefan Andres, 1990; ISBN 3-372-00354-3 (Reihe Christ in der Welt, Heft 72).
- Schloss über der Unstrut. Burgscheidungen in Geschichte und Gegenwart, 1986; DNB 871290871
- Der Sonnengesang des heiligen Franziskus von Assisi [mit Fotografien von Clemens Kaminski], 1989; ISBN 978-3-372-00217-9.

Rezensionen (Auswahl)
Für die Neue Zeit schrieb Bongart bereits als Bibliothekar Buchbesprechungen:
- Paul Claudel und Jacques Rivière: Briefwechsel 1907–1914, DNB 572614446.[17]
- Hans Jürgen Geerdts: Hoffnung hinterm Horizont, DNB 451457463[18]
- Erwin Wittstock: Der verlorene Freund, DNB 455726221  und Die Begegnung, DNB 455726205[19]
- Hans Jürgen Geerdts: Hoffnung hinterm Horizont, DNB 451457463[18]

Gutachtertätigkeit
Bereits als stellvertretender Chefredakteur von Neue Zeit verfasste Bongardt nebenberuflich Gutachten zum Erhalt der Druckerlaubnis vom Kulturministerium der DDR, insbesondere seiner Hauptverwaltung Verlage und Buchhandel, für die geplante Herausgabe von Titeln des CDU-Buchverlages „Union Verlag Berlin“. Beispielsweise schrieb er das so genannte Außengutachten zu Die Freundschaft von Kockelburg und andere Erzählungen von Erwin Wittstock, während das Lektoratsgutachten Johannes Bobrowski erstellte. Zu Bongardts Arbeitsaufgaben als späterer Cheflektor gehörte dann auch das Anfertigen von Verlagsgutachten. So hatte Bongardt als Cheflektor einige inhaltliche, „Korrekturen“, an den Manuskripten zum Verlagsprojekt mit dem Titel „Fahndungen“ vorgenommen, für das er als Herausgeber vorgesehen war. Er teilte seine Bearbeitungen der „Hauptverwaltung Verlage und Buchhandel“ mit und hoffte, dass „nunmehr der Druckgenehmigung nichts mehr im Wege stehe“. Zuvor hatte er dieser Hauptverwaltung das von ihm verfasste Verlagsgutachten für die „Gemeinschaftsleistung der Belletristik-Autoren“ des Union Verlages zusammen mit zwei „Außengutachten“, u. a. vom Politiker Gerhard Fischer, vorgelegt.
 Korrespondenzen (Auswahl)
- Brief an den Schriftsteller Reinhold Schneider, 1942[23]
- Briefe an den Bildhauer und Medailleur Georg Kolbe vom Oktober 1946[24] und vom August 1947,[25] wobei letzter einen "Hinweis auf die Veröffentlichung des Gedichtes Aus Traum und Frühe zu dir gesprochen von Karl Bongardt, welches von Kolbes Plastik Adagio inspiriert wurde", enthält.
- Brief an den Kunsthistoriker Werner Schmidt vom Juni 1978[26]
- Brief an den Schriftsteller Henryk Bereska vom März 1982 zum Kunstmaler, Grafiker und Publizisten Herbert Tucholski[27]

 Vorträge (Auswahl)
In den Jahren 2000/2001 hielt er zusammen mit Gisela Falk im Rahmen der „Literaturstunde“, die von der Volkshochschule des Stadtbezirks seines Wohnorts organisiert wurde, Vorträge über die Dichter Rainer Maria Rilke, Hanns Cibulka, Else Lasker-Schüler, Erich Kästner, Hermann Hesse und Kurt Tucholsky.

## Auszeichnungen
- Verdienter Aktivist, 1969[29]
- Vaterländischer Verdienstorden in Bronze, 1979[30]
- Vaterländischer Verdienstorden in Silber, 1985[31]
- Franz-Mehring-Ehrennadel[32]
- Otto-Nuschke-Ehrenzeichen in Silber, 1967[33]